# BloodRayne
BloodRayne és un videojoc d'acció en tercera persona del 2002 desenvolupat per Terminal Reality on el jugador controla el personatge homònim que és una meitat vampiresa. A més de l'acció cal resoldre algunes situacions puzzle. Destaca la gran quantitat de violència i la sexualització estereotipada. S'hi arribà a fer una adaptació cinematogràfica del videojoc del 2006 i adaptacions a còmics.
La protagonista treballa per a una societat oculta caçant vampirs. Durant el joc lluita contra nazis i cerca son pare. El jugador no pot influir al desenvolupament de la història. D'entre les maneres de matar als enemics durant el joc destaca el xuclament de la sang on BloodRayne bota, enrotlla les cames sobre la cintura de la víctima i es beu la sang.
Un personatge ple de referències a persones històriques és la doctora Báthory Menguele, amb un nom que es refereix a Elisabet Bathory i Josef Mengele.
La protagonista va tindre una aparició a la revista Playboy en una edició d'octubre del 2004.